# Camillo Cibin

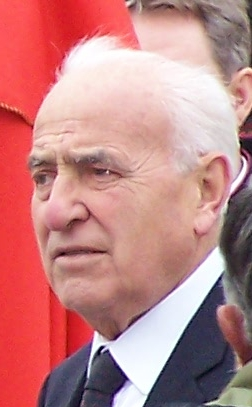
Camillo Cibin, 2005

Camillo Cibin (* 5. Juni 1926 in Salgareda di Piave; † 25. Oktober 2009 in Rom) war ein italienischer langjähriger päpstlicher Personenschützer und von 1972 bis 2006 Leiter der vatikanischen Sicherheitskräfte.

## Leben
Cibin war seit 1947 in päpstlichen Diensten. 1963 wurde er unter Papst Paul VI. oberster Personenschützer. Cibin nahm beim Attentat auf Papst Johannes Paul II. am 13. Mai 1981 den Attentäter Mehmet Ali Ağca fest. Auch rettete er den Papst, als dieser 1982 in Fatima von Juan María Fernández y Krohn mit einem Bajonett angegriffen wurde. Camillo Cibin leitete die Gendarmerie weit über die vatikanische Altersgrenze von 75 Jahren hinaus bis zum 3. Juni 2006. Auch bei den Auslandsreisen der Päpste zeichnete er für deren Sicherheit verantwortlich, zuletzt im Mai 2006 beim Besuch Papst Benedikts XVI. in Polen. Er trat nach über 58 Jahren Dienst in den Ruhestand. Sein Nachfolger wurde Domenico Giani.